# Vallée de Ia Drang
La vallée de ia Drang — en anglais : ia Drang Valley, en montagnard Thượng, ia signifie « fleuve » — est située à environ 51,4 km au sud-ouest de Pleiku, dans les Montagnes centrales du Viêt Nam. Elle est surtout connue pour avoir été durant les premiers jours de la guerre du Viêt Nam, en novembre 1965, le théâtre d'un engagement lors duquel 450 soldats de la 1re division de cavalerie US furent encerclés par 2 000 hommes de l'Armée populaire vietnamienne.